# Valse teervlekkenzwam
De valse teervlekkenzwam (Ischnoderma resinosum) is een buisjeszwam behorend tot de familie Ischnodermataceae. Hij leeft saprotroof op loofhout. Hij is bekend van Fagus. Hij veroorzaakt witrot. Het rottend hout is geelachtig en verspreidt een sterke anijsgeur.

## Kenmerken

### Uiterlijke kenmerken
Vruchtlichaam
De vorm van het vruchtlichaam is consolevormig of halfrond. Het is 6-15 (30) cm breed en 1-2 (3) cm dik. De rand is dik, afgerond en lichter van kleur. Het bovenoppervlak van jonge vruchtlichamen is viltig, oudere vruchtlichamen zijn kaal en licht glanzend. De kleur varieert van roestrood via roodbruin tot zwartbruin en oudere vruchtlichamen zijn donkerder. Er zijn vaak donkere afscheidingsdruppels op het oppervlak. Onder de huid bevindt zich een dunne, roestige harslaag.
Hymenofoor
Het hymenofoor ontwikkelt zich pas in de laatste fase van de ontwikkeling van het vruchtlichaam. De buisjes zijn 10–15 mm lang. De poriën zijn rond of hoekig, maximaal vijf per 1 mm en meten 0,15–0,25 mm in diameter. Hun kleur varieert van wit tot oker. Als je erop drukt, worden ze roodbruin.
Vlees
Het vlees is vlezig en vezelig, meerdere malen dikker dan de laag buizen. Wanneer het gedroogd wordt, wordt het kurkachtig en broos.

### Microscopische kenmerken
De paddenstoel heeft een dimitisch hyfensysteem. Generatieve hyfen zijn dunwandig. Hyfen in de steel zijn recht, dikwandig, licht gelig in het volwassen vruchtlichaam, met een diameter van 3-10 μm. De basidia zijn verdikt, hebben 4-sterigmata en meten 12–18 × 4–6 μm, met een gesp aan de basis. De sporen zijn wit in bulk, cilindrisch, kleurloos, dunwandig, niet-amyloïde en meten 5-7 × 2-2,5 μm. Cystidia ontbreken.

## Verspreiding
De valse teervlekkenzwam komt voor in Noord-Amerika en Europa. Het is wijd verspreid en vrij algemeen in Noord-Amerika. De soort is wijd verspreid in Europa en komt voor in het gebied van Spanje tot Rusland, maar vaker in het zuidelijke deel. In Noord-Europa is de soort zeldzaam; in Zweden is hij slechts van één plaats bekend en eveneens in Denemarken. De soort staat op de lijsten van bedreigde soorten in Polen, Oostenrijk, Duitsland, Denemarken, Zweden en Slowakije.
In Nederland komt de valse teervlekkenzwam matig algemeen voor.

## Naamgeving
De soort werd oorspronkelijk in 1794 beschreven als Boletus resinosus door de Duitse botanicus Heinrich Schrader. Hij heeft een uitgebreide lijst aan synoniemen verworven gedurende zijn taxonomische geschiedenis. Petter Karsten bracht het in 1879 over naar Ischnoderma om het de naam te geven waaronder het volgens Index Fungorum bekend staat.

## Eetbaarheid
Jonge, zachte exemplaren kunnen worden gekookt en gegeten, maar de soort wordt later in het leven hard en onsmakelijk.

## Foto's

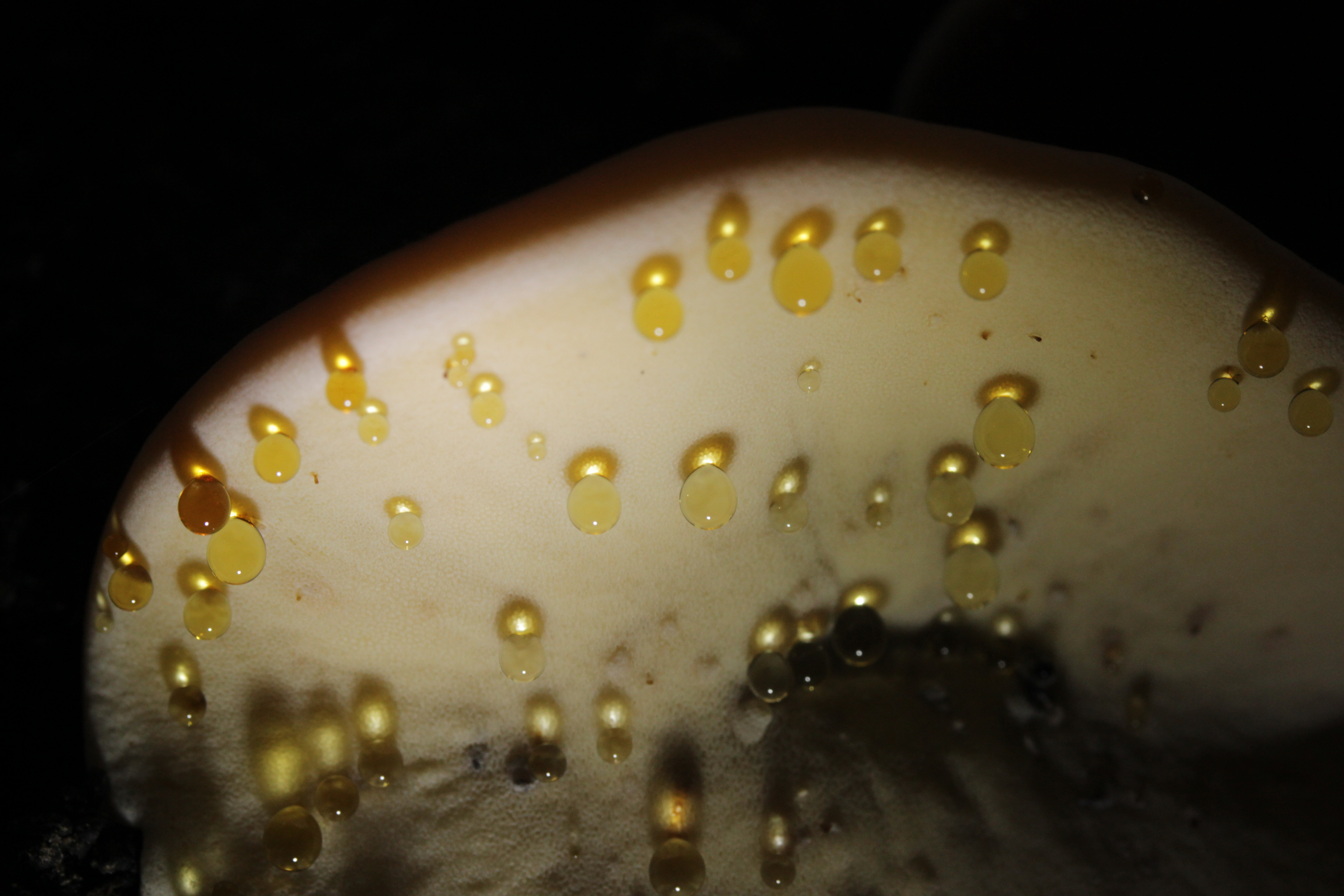
Oranjegele druppels
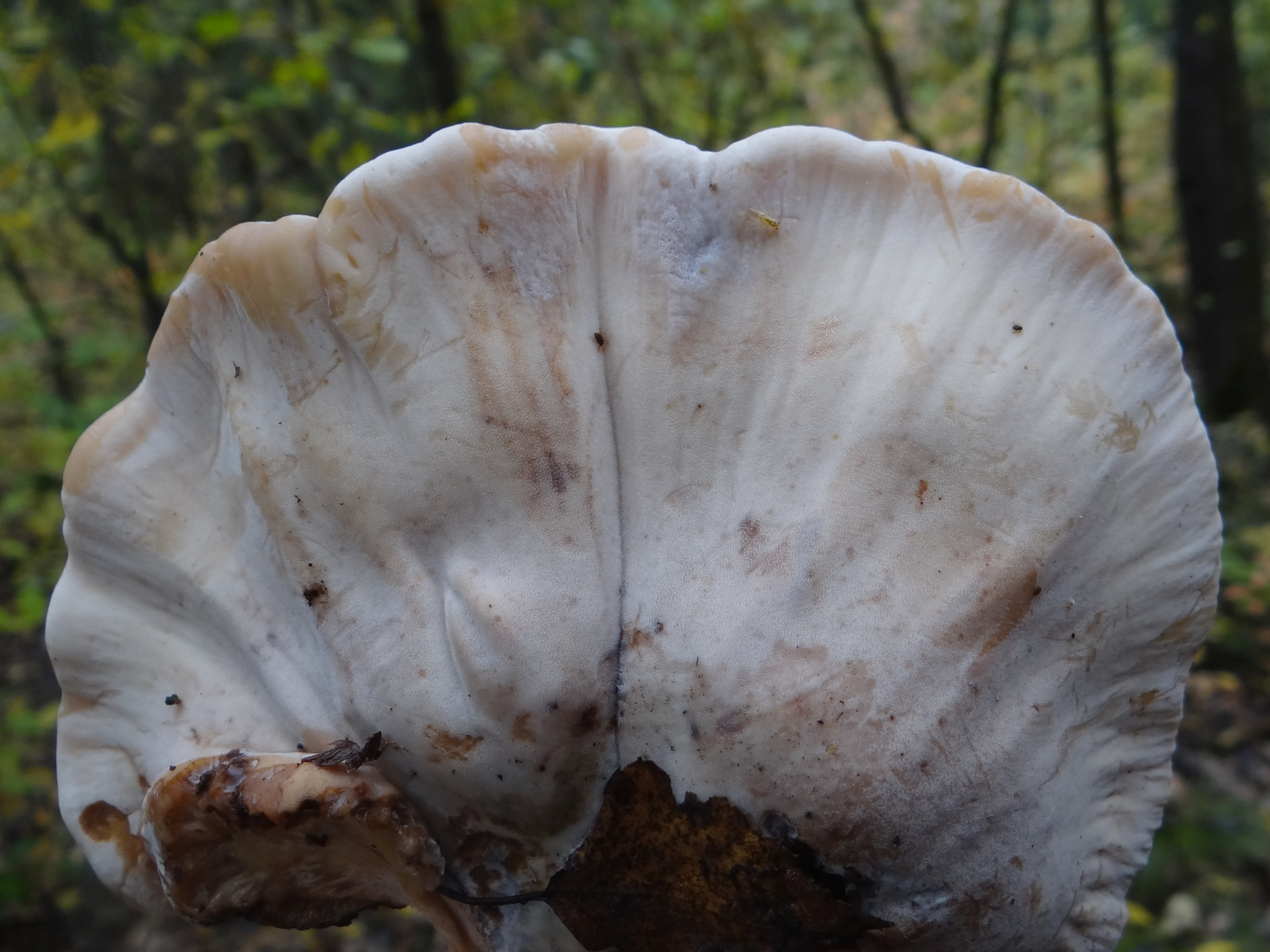
Hymenofoor
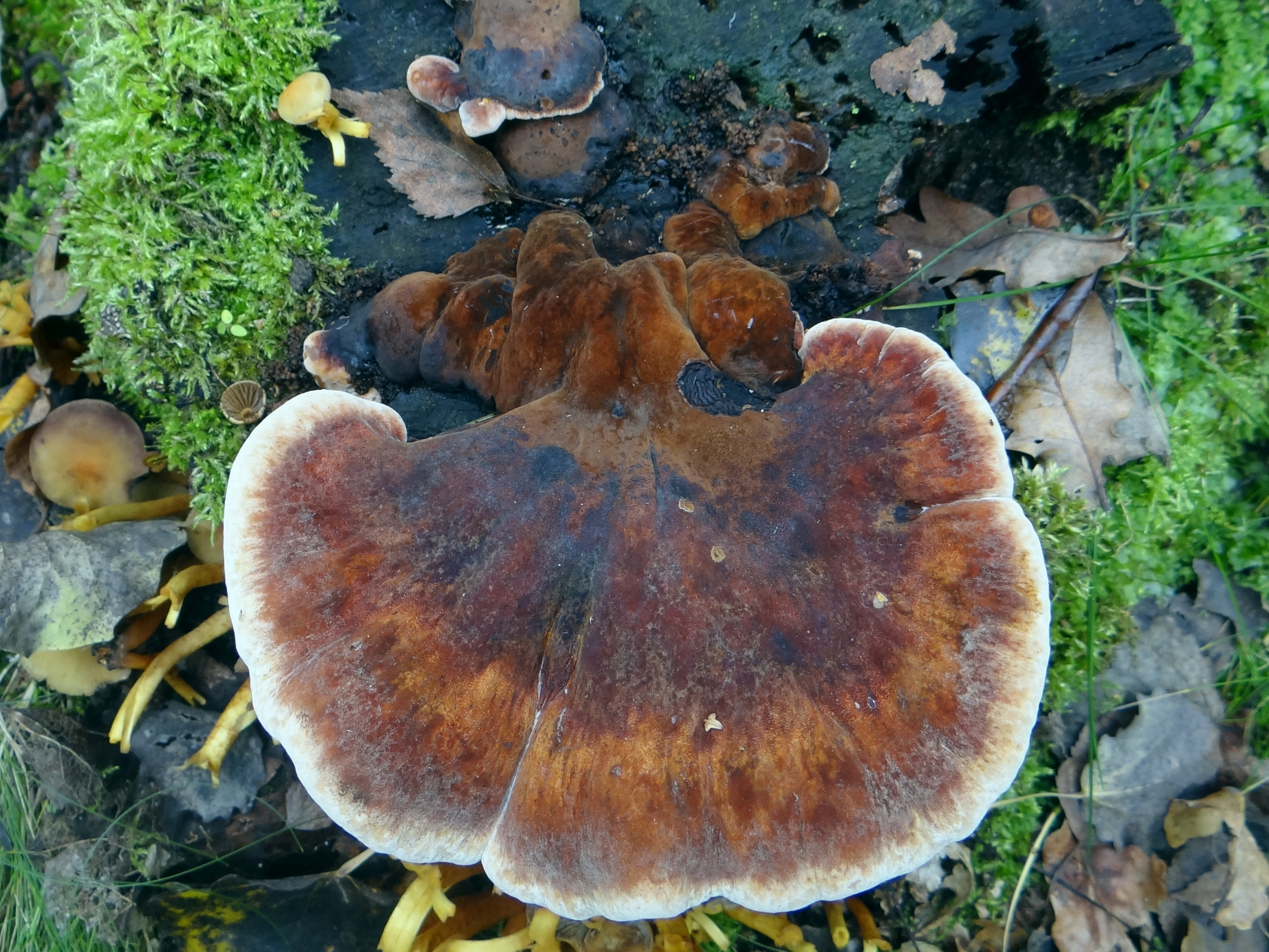
Bovenzijde